# Dasypolia murina
Dasypolia murina is een vlinder uit de familie uilen (Noctuidae). De wetenschappelijke naam is voor het eerst geldig gepubliceerd in 1848 door Eversmann.
De soort komt voor in Europa.